# Il sicario
Il sicario és una pel·lícula italiana del 1961 dirigida per Damiano Damiani. Fou exhibida a la selecció oficial del Festival Internacional de Cinema de Sant Sebastià 1961.

## Argument
Un industrial amb deutes decideix matar el seu creditor. Com que no té el coratge de fer-ho de manera personal, contracta a propòsit un ex-empleat que necessita diners, ja que és el propietari d'un taller mecànic a punt de fallida i Hisenda li reclama impostos. El mecànic desesperat per aquesta situació accepta la tasca després de rebre una gran quantitat de diners. El cop arriba a la marca: el creditor de l'industrial és mort amb un cop de pedra a la part posterior del coll mentre puja una escarpada escala de marbre. Tot sembla un accident: el resultat d'una caiguda durant la pujada a l'escala i, per tant, la situació es planteja força bé per a l'instigador com per a l'assassí. Aviat, però, els remordiments pel crim comès duran el mecànic a revelar el sinistre pla a les autoritats, malgrat els intents de l'industrial per dissuadir-lo.

## Repartiment
- Sergio Fantoni - Riccardo
- Alberto Lupo - Giulio Torelli
- Sylva Koscina - Carla
- Belinda Lee - Ileana Torelli
- Andrea Checchi - Frisler
- Lauro Gazzolo - Burlando
- Milena Vukotic - Renata, secretària
- Pietro Germi - Bolognesi

## Critica
«Damiani ... continua alimentant ambicions bastant altes i experimentant amb aquelles estructures de groc compromès que seran pròpies de la seva producció.» **